# Al sur de Granada (libro)
Al Sur de Granada es un libro del hispanista británico Gerald Brenan de 1957. (Título original en inglés:South from Granada. Londres: Hamish Hamilton, 1957). Al sur de Granada. Madrid: Siglo Veintiuno, 1974).
El libro trata de su vida en Yegen (provincia de Granada).

El lugar tenía algo que me resultaba atractivo. Era una aldea pobre, elevada sobre el mar, con un panorama inmenso a su frente. Sus casas grises en forma cúbica, con un mellado estilo Le Corbusier, en rápido descenso por la ladera de la colina y pegadas una a otra, con sus techos de greda planos y sus pequeñas chimeneas humeantes, sugerían algo construido por insectos.
G. Brenan

## Película
La película española de 2003, Al sur de Granada, dirigida por Fernando Colomo, está basada en el libro.
- Datos: Q7569031